# MRGN
MRGN ist eine in der Medizin (vor allem in Deutschland) verwendete Einteilung für multiresistente gramnegative Bakterien.

## Hintergrund
Nachdem über Jahrzehnte vor allem multiresistente grampositive Bakterien (Stichworte MRSA oder VRE) als Auslöser von nosokomialen Infektionen („Krankenhausinfektionen“) im Fokus von Medizinern und medizinisch Forschenden standen, trifft dies seit Ende des 20. Jahrhunderts zunehmend auf gramnegative Bakterien zu. Allerdings wird die Multiresistenz bei diesen durch viele verschiedene Resistenzgene bzw. Enzyme und andere Mechanismen verursacht (z. B. Stichworte wie ESBL oder NDM), so dass die unten genannte Definition zweckdienlich ist, bei der nicht die Resistenzmechanismen im Vordergrund stehen, sondern gegen welche klinisch bedeutsamen Antibiotikagruppen Bakterien resistent sind.

## Definition
Die Einteilung multiresistenter gramnegativer Stäbchen-Bakterien (MRGN) erfolgte durch die beim Robert Koch-Institut (RKI) eingerichtete Kommission für Krankenhaushygiene und Infektionsprävention (KRINKO) und wurde 2012 erstmals veröffentlicht. Dabei wurden vier wichtige Antibiotikagruppen bzw. deren Leitsubstanzen definiert, die bei einer schweren Infektion mit gramnegativen Bakterien (sowohl Mitglieder der Enterobakterien wie auch sogenannte Nonfermenter) klinisch eingesetzt werden.
Der Abkürzung MRGN wird in der Regel eine Zahl von zwei bis vier vorangestellt, die die Anzahl der Antibiotikaklassen – Acylureidopenicilline, Cephalosporine der 3. und/oder 4. Generation, Carbapeneme oder Fluorchinolone (Gyrasehemmer) – bezeichnet, gegen die das jeweilige Bakterium resistent ist. Da Resistenzen gegen eine oder zwei Antibiotikaklassen zwar sehr häufig, aber oft unkritisch sind, sieht man diese Abkürzungen selten. Ausnahme bildet hier der Begriff der 2MRGN in der Kinderheilkunde, der dort durchaus Verwendung findet. Im klinischen Alltag bereiten 3MRGN bzw. 4MRGN vor allem bei der Behandlung nosokomialer Infektionen wie Lungenentzündungen und Harnwegsinfekten Probleme.
Das Robert Koch-Institut (FG14) hat 2013 eine Musterpräsentation zur Definition der Multiresistenz bei gramnegativen Bakterien erstellt. Diese Definition enthielt eine übersichtliche Tabelle, aus der die Wirksamkeit bestimmter Antibiotika gegenüber den gängigen MRGN auf einen Blick ersichtlich war. Die jeweilige Wirksamkeit wurde unterschieden in R ("resistent" = unwirksam) und S ("sensibel" = wirksam). Der dreifach resistente Pseudomonas aeruginosa wurde hierbei ausgenommen, da er nur gegen drei der vier aufgeführten Antibiotika resistent ist. Im Jahr 2019 wurde diese Tabelle auf Initiative des European Committee on Antimicrobial Susceptibility Testing (EUCAST) überarbeitet und erweitert. Neu hinzu kam die Klassifikation I, die für "wirksam bei erhöhter Exposition" (= Menge) steht Im Gegenzug wurde die Kategorie S angepasst und erweitert in "sensibel bei normaler Exposition".
| Antibiotikagruppe                | Leitsubstanz                  | Enterobacterales | Enterobacterales            | Pseudomonas aeruginosa                              | Pseudomonas aeruginosa      | Acinetobacter baumannii | Acinetobacter baumannii     |
| -------------------------------- | ----------------------------- | ---------------- | --------------------------- | --------------------------------------------------- | --------------------------- | ----------------------- | --------------------------- |
|                                  |                               | 3MRGN            | 4MRGN                       | 3MRGN                                               | 4MRGN                       | 3MRGN                   | 4MRGN                       |
| Acylureidopenicilline            | Piperacillin                  | R                | R                           | Nur eine der 4 Antibiotikagruppen sensibel getestet | R                           | R                       | R                           |
| 3./4. Generations-Cephalosporine | Cefotaxim und/oder Ceftazidim | R                | R                           | Nur eine der 4 Antibiotikagruppen sensibel getestet | R                           | R                       | R                           |
| Carbapeneme                      | Imipenem und/oder Meropenem   | S oder I         | R                           | Nur eine der 4 Antibiotikagruppen sensibel getestet | R                           | S oder I                | R                           |
| Fluorchinolone                   | Ciprofloxacin                 | R                | R                           | Nur eine der 4 Antibiotikagruppen sensibel getestet | R                           | R                       | R                           |
|                                  |                               |                  | oder Nachweis Carbapenemase |                                                     | oder Nachweis Carbapenemase |                         | oder Nachweis Carbapenemase |

R = resistent; S = sensibel bei normaler Exposition; I = sensibel bei erhöhter Exposition

## ICD-10-GM (2020)
| Keim                                              | 2MRGN NeoPäd* | 3MRGN   | 4MRGN   |
| ------------------------------------------------- | ------------- | ------- | ------- |
| Escherichia coli mit Multiresistenz               | U81.00!       | U81.20! | U81.40! |
| Klebsiella pneumoniae mit Multiresistenz          | U81.01!       | U81.21! | U81.41! |
| Klebsiella oxytoca mit Multiresistenz             | U81.02!       | U81.22! | U81.42! |
| Sonstige Klebsiellen mit Multiresistenz           | U81.03!       | U81.23! | U81.43! |
| Enterobacter-cloacae-Komplex mit Multiresistenz   | U81.04!       | U81.24! | U81.44! |
| Citrobacter-freundii-Komplex mit Multiresistenz   | U81.05!       | U81.25! | U81.45! |
| Serratia marcescens mit Multiresistenz            | U81.06!       | U81.26! | U81.46! |
| Proteus mirabilis mit Multiresistenz              | U81.07!       | U81.27! | U81.47! |
| Sonstige Enterobacterales mit Multiresistenz      | U81.08!       | U81.28! | U81.48! |
| Pseudomonas aeruginosa mit Multiresistenz         | U81.10!       | U81.30! | U81.50! |
| Acinetobacter-baumannii-Gruppe mit Multiresistenz | U81.11!       | U81.31! | U81.51! |

- Die Kodes U81.0- sind nur bei Patienten bis zur Vollendung des 14. Lebensjahres anwendbar

## Beispiele und Besonderheiten
In der Regel handelt es sich bei den so klassifizierten Krankheitserregern um nicht-fermentierende Stäbchenbakterien (z. B. Pseudomonas aeruginosa und Acinetobacter baumannii als Nonfermenter) und Enterobakterien wie Escherichia coli oder Klebsiella pneumoniae, von denen einige Arten im menschlichen Darm, andere in unserer Umwelt natürlicherweise zu finden sind und für gesunde Menschen im Alltag selten Probleme darstellen. Die Resistenz beruht meistens auf der Produktion von β-Lactamasen. Die Einteilung erfolgt durch mikrobiologische Labore gemäß Antibiogramm.
In der im Bundesgesundheitsblatt veröffentlichten KRINKO-Empfehlung zu Hygienemaßnahmen bei Infektionen oder Besiedlung mit MRGN wird in Tabelle 3 anhand mehrerer Beispiele aufgeführt, unter welchen Bedingungen ein Bakterium als multiresistent im Sinne von 3MRGN bzw. 4MRG eingestuft wird, was in Abhängigkeit von den Antibiotika geschieht, gegen die es resistent ist. Dort aufgeführte Bakterienarten sind beispielsweise:
- Acinetobacter baumannii (Nonfermenter) als 3MRGN A. baumannii mit Resistenzen (R) gegen Piperacillin, Cefotaxim und Ciprofloxacin, aber sensibel (S) oder (I) gegenüber Imipenem und Meropenem; als 4MRGN A. baumannii mit Resistenzen (R) gegen Piperacillin, Cefotaxim, Imipenem, Meropenem und Ciprofloxacin. Sulbactam geht nicht in die Multiresistenz-Definition ein.
- Pseudomonas aeruginosa (Nonfermenter) als 3MRGN P. aeruginosa mit Resistenzen (R) gegen 3 der 4 obengenannten Antibiotikaklassen aber zum Beispiel sensibel (S) oder (I) gegenüber Ceftazidim und Cefepim; als 4MRGN P. aeruginosa mit Resistenzen (R) gegen allen 4 Antibiotikaklassen. Intermediäre Ergebnisse werden nicht mehr wie resistente Ergebnisse gewertet (I = increased exposure). Bei P. aeruginosa ist außerdem Ceftazidim an Stelle von Cefotaxim für die Bewertung relevant (Cefotaxim ist wenig wirksam gegen Pseudomonas).[4]
- Klebsiella pneumoniae (Enterobakterien) als 3MRGN K. pneumoniae mit Ciprofloxacin (R) und ESBL; als 4MRGN K. pneumoniae mit Piperacillin (R), Cefotaxim (R), Imipenem (R), Meropenem (R) und Ciprofloxacin (R), aber sensibel (S) oder (I) gegenüber Ceftazidim. Laut der Definition muss Cefotaxim und/oder Ceftazidim R sein, bei Enterobakterien wird empfohlen, sie als 3MRGN zu werten, auch wenn eines der beiden Cephalosporine Ceftazidim oder Cefotaxim als sensibel getestet wird.
- Ohne Vorliegen weiterer Resistenzmechanismen sind Enterobacterales mit chromosomaler AmpC Enterobacter cloacae, Klebsiella aergogenes und Citrobacter freundii 3MRGN. Die Resistenz gegen die beiden Cepaholsporine kann durch eine Überexpression der in dem Bakterienchromosom codierten AmpC-Beta-Lactamase verursacht sein, das wäre ein Beispiel für eine natürliche Resistenz. Die Resistenz kann auch durch eine plasmidcodierte ESBL begründet sein – ein Beispiel für eine erworbene Resistenz.